# リュブカ・コレッサ
リュブカ・コレッサ（英語: Lubka Kolessa；ウクライナ語: Любов Олександрівна Колесса(リューボフ・オレクサンドリウナ・コレッサ)、1902年5月19日 - 1997年8月19日）は、ガリツィア出身のピアノ奏者。

## 経歴
1902年、リヴィウ生まれ。幼少時にショパンの孫弟子に当たる祖母から音楽の手ほどきを受け、4歳の時に家族でウィーンに移住した。
ウィーン音楽院でルイ・テルンとエミール・フォン・ザウアーにピアノを学び、1920年に卒業してからコンサート活動を始めた。1929年から翌年にかけてオイゲン・ダルベールの薫陶を受けた。1937年にイギリスに渡り、外交官のトレイシー・フィリップスと結婚して1940年にカナダに移住した。1942年から1949年までトロント王立音楽院で教鞭をとり、1952年から1973年までケベック音楽院の教授を務めた。この間、1955年から1966年までモントリオールのエコール・ヴァンサン・ダンディでも教え、マギル大学の教壇にも立った。演奏活動は1954年に引退した。
1997年、トロントにて死去。